# Michael Rasmussen
Michael Rasmussen (Tølløse, 1 juni 1974) is een voormalig Deens wielrenner.

## Biografie
Rasmussen maakte eerst furore bij het mountainbiken waarbij hij wereldkampioen werd in 1999. Vanaf 2000 ging hij wegwedstrijden rijden waarin hij uitblonk in bergritten. Van 2002 tot aan de zomer van 2007 reed hij voor de Nederlandse Rabobank-ploeg. In de eerste jaren voor de Nederlandse ploeg won Rasmussen onder andere het bergklassement in de Dauphiné Liberé en de Ronde van Catalonië. In 2003 won hij een bergetappe in de Ronde van Spanje waarin hij tevens zevende in het eindklassement werd. In 2004 werd hij veertiende in het eindklassement van de Ronde van Frankrijk en derde in het bergklassement.
Hij stond er vooral om bekend als een wielrenner die alles zo licht mogelijk wil hebben om zo goed mogelijk de bergen op te komen. Hij volgde daarvoor een speciaal dieet van alleen maar groente en fruit. Hij woog tijdens de Tour van 2007 ongeveer 60 kg. Hij heeft altijd een kaal hoofd, omdat het haar extra gewicht is. Ook wil hij op zijn fiets de lichtst mogelijke onderdelen. Helemaal rijklaar zit het gewicht van Rasmussen inclusief fiets onder de 67 kg.
Op 25 juli 2007 werd Rasmussen tijdens zijn meest succesvolle, maar ook meest controversiële Tour, door de Rabobank-ploeg uit de Ronde van Frankrijk gehaald en op staande voet ontslagen, omdat hij tegen zijn ploeg had gelogen over de locatie van zijn training. De Deen had op dat moment, vier dagen voor het einde van de Tour, de gele trui en een voorsprong van ruim drie minuten op de nummer twee, Alberto Contador.
Na afloop van de Tour verscheen Rasmussen in de Tour de Charlottenlund, een Deens criterium. Hij deed dit onder een grote publieke belangstelling en reed ironisch genoeg in een geel tenue. Ook in Nederland was Rasmussen te bewonderen tijdens de Ronde van Pijnacker. Op zaterdag 18 augustus 2007 werd hij als een held onthaald door het massaal toegestroomde publiek. Ook hier reed Rasmussen in het geel.

### Tour van 2005

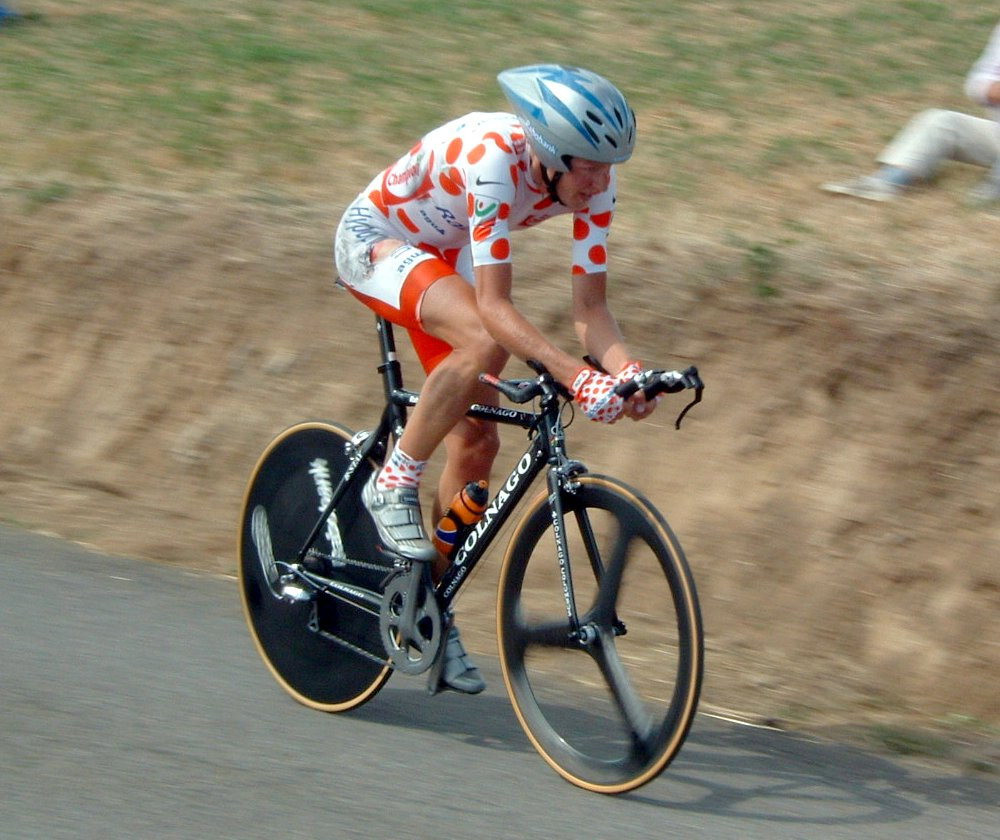
Rasmussen is zichtbaar gehavend tijdens de tijdrit van de Ronde van Frankrijk 2005

In 2005 richtte Rasmussen zijn seizoen volledig op de Ronde van Frankrijk en met succes: hij won de Vogezenetappe naar Mulhouse en het bergklassement. Rasmussen stond lange tijd in de top 3 van het algemeen klassement in deze Tour, maar in de 20e etappe verspeelde hij die kans door een rampzalige tijdrit te rijden, waarbij hij twee keer ten val kwam en meerdere keren van fiets moest verwisselen, waardoor hij uiteindelijk veel tijd verloor en zakte naar de zevende plaats.

### Tour van 2006
In 2006 boekte hij weer een etappe-overwinning in de Tour. In de 16e rit naar La Toussuire reed hij samen met Sandy Casar en Tadej Valjavec op weg en vervolgde later solo zijn weg. Rasmussen bouwde een grote voorsprong uit en bleef uit de greep van achtervolgers Levi Leipheimer en Carlos Sastre. Door de onderweg behaalde punten voor het bergklassement veroverde hij eveneens de bolletjestrui, die hij behield tot in Parijs.

### Tour van 2007
In 2007 won hij de achtste etappe, door de Alpen. Op de voorlaatste klim had Rasmussen Antonio Colom en David Arroyo nog in zijn wiel, maar onderaan de lange slotklim naar Tignes moesten de twee Spanjaarden de Deen laten gaan. Met deze overwinning kwam Rasmussen in het bezit van zowel de bolletjestrui als zijn eerste gele trui.
Op 19 juli 2007 maakt de Deense wielerbond bekend dat Rasmussen uit de Deense nationale ploeg is gezet. Hierdoor kon hij niet deelnemen aan het WK wielrennen 2007 in Stuttgart, noch aan de Olympische Zomerspelen 2008 in Peking. Volgens de Deense wielerbond kreeg Rasmussen twee waarschuwingen, omdat hij niet tijdig meldde waar hij op verschillende periodes verbleef en daardoor mogelijk controles omzeilde. Drie waarschuwingen worden beschouwd als een positieve dopingcontrole. Rasmussen mocht de rit echter gewoon aanvangen van Tour-baas Christian Prudhomme, die de timing van de bekendmaking van het voorval door de Deense wielerbond verdacht vond.
Diezelfde dag beschuldigde een ex-mountainbiker, Whitney Richards, Rasmussen van het invoeren van dopingproducten. In een interview met het Amerikaanse wielermagazine Velo News verklaarde Richards dat Rasmussen hem in 2002 gevraagd zou hebben een paar reserveschoenen mee te nemen. Toen Richards de doos opende, bevatte die volgens hem geen schoenen maar Hemopure, een bloedvervanger die vooral in de diergeneeskunde gebruikt wordt. Rasmussen gaf toe de man te kennen, maar ontkende de beschuldigingen.

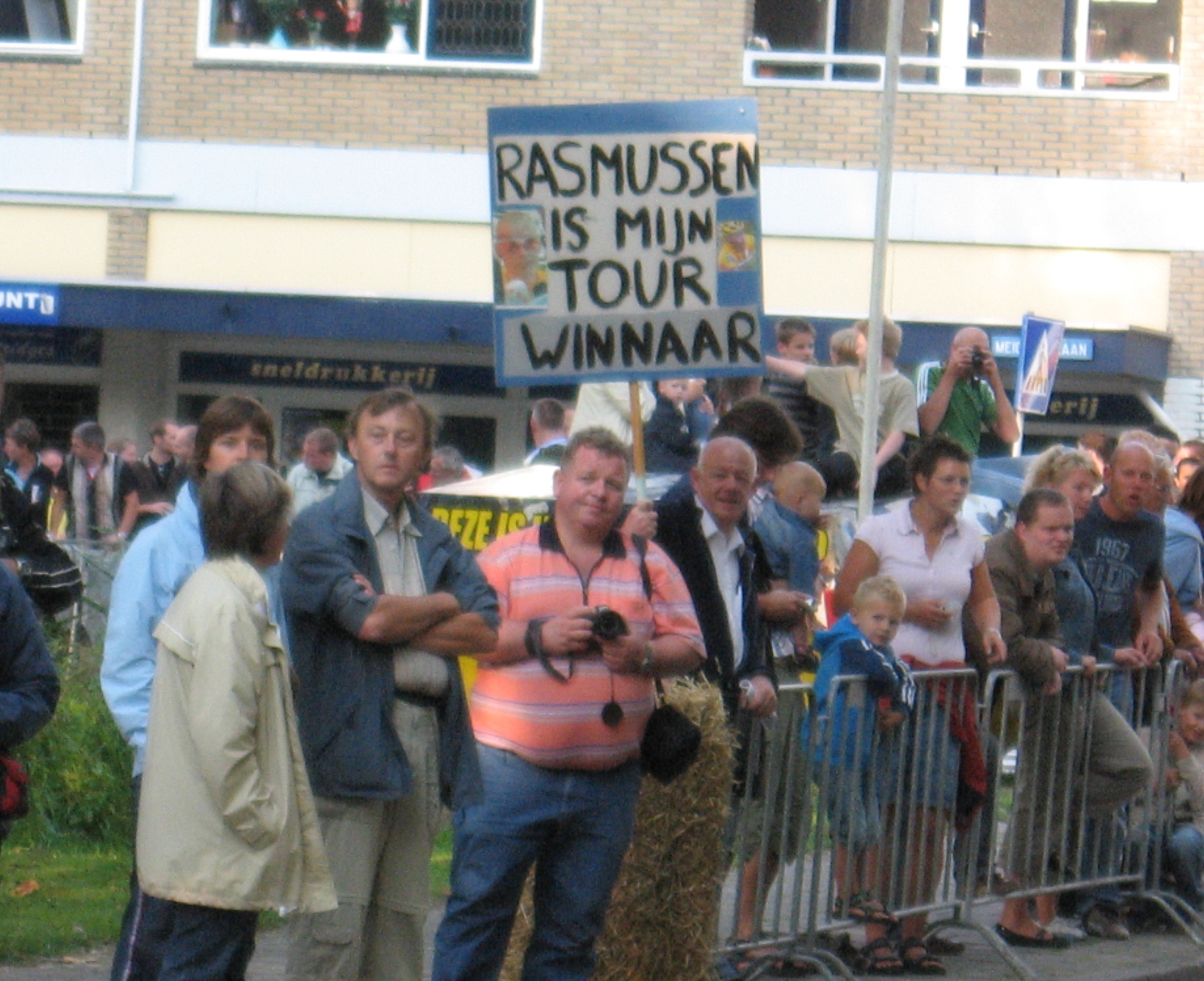
Wielerliefhebbers die het niet eens zijn met de beslissing van Rabobank. (Foto tijdens Criterium van Pijnacker 18 augustus 2007)

Op 21 juli 2007 betreurde de tourbaas Christian Prudhomme dat hij de informatie over Rasmussen niet voor de start van de Tour kreeg. Hij verklaarde: "Wisten we het vooraf, dan mocht Rasmussen niet starten". De UCI zou voor de aanvang van de Tour gevraagd hebben aan Rabobank om de renner niet naar de Tour te sturen. "Als ze dat echt gedaan hebben, is het goed", reageerde Prudhomme. Maar als ze het gevraagd hebben en ze hebben het niet verkregen, is het erg. Ik heb meer en meer moeite om vertrouwen te hebben in de hoogste bestuurders van de UCI".
Later die dag eindigde de Deen verrassend als elfde tijdens de tijdrit van Albi naar Albi, gewonnen door de Kazach Aleksandr Vinokoerov. Hij behield de gele trui met een minuut voorsprong op Cadel Evans in het algemene klassement. In de twee daaropvolgende etappes rijdt hij samen met Alberto Contador weg van zijn voornaamste concurrenten Evans en Klöden en pakt hij weer tijd op deze twee. Hij stond nu nog steeds eerste in het algemeen en bergklassement, met Contador op plaats twee in het algemeen klassement op 2.23 minuten.
In de 16e etappe, op 25 juli, wint hij met een voorsprong van 20 seconden op Levi Leipheimer en 35 seconden op zijn voornaamste concurrent Alberto Contador. Hiermee was hij, met een tijdrit en vlakke etappes voor de boeg, de favoriet voor de tourzege. Echter, in de avond op die dag is Rasmussen door de directie van de Rabobank-ploeg uit de Tour gehaald en op staande voet ontslagen wegens het overtreden van interne regels. "Hij heeft meerdere malen gezegd waar hij aan het trainen was en dat bleek niet te kloppen", volgens directeur Theo de Rooij van de Rabobankploeg. Rasmussen zou op 13 en 14 juni 2007 in de Dolomieten hebben getraind en niet, zoals hijzelf beweerde, in Mexico. Daardoor zou hij twee dopingcontroles in het voorseizoen hebben gemist. Rasmussen zou volgens zijn ploegleiding hebben toegegeven inderdaad in Italië te hebben getraind, maar heeft geen begrip voor het ontslag. Zelf ontkent hij overigens dat hij in de bovengenoemde periode in Italië was en dat hij een en ander aan De Rooij zou hebben bekend. Ook zijn Mexicaanse schoonfamilie bevestigt dat Rasmussen in Mexico was. Sponsor Rabobank blijft naar eigen zeggen de wielerploeg trouw. Op vrijdag 27 juli maakte Rasmussen bekend de Deense advocaat Karoly Nemeth in de arm te hebben genomen om zijn ontslag aan te vechten en zijn naam te zuiveren.
Deze advocaat heeft al eerder Bjarne Riis verdedigd toen hij beschuldigd werd van dopinggebruik.

### Juridische nasleep
Op 2 juli 2008 besliste de kantonrechter in Utrecht dat Rabobank Rasmussen niet op staande voet had mogen ontslaan, aangezien Rabobank al geruime tijd op de hoogte was van de onregelmatigheden in de opgaven die Rasmussen deed over zijn verblijfplaatsen in de voorbereiding op de Tour. De ploeg moest daarom in totaal € 715.000 aan schadevergoeding aan de renner betalen (Rasmussen vorderde in het geding een bedrag van in totaal € 5.656.943,65 aan geleden schade). Het door Rabo uit te keren bedrag bestond uit een gemiste bonus van € 400.000 voor het vrijwel zeker winnen van de Tour, achterstallig loon ten bedrage van € 125.000, twee maandsalarissen à € 70.000 en een vergoeding voor buitengerechtelijke kosten ten bedrage van € 50.000.
Een tweede vordering van Rasmussen, het ontslag ook als kennelijk onredelijk te benoemen werd afgewezen, omdat Rasmussen geheel verantwoordelijk werd gehouden voor de gedragingen die de ontslaggrond vormen en het bekend raken van deze onregelmatigheden bij zijn werkgever hem van die verantwoordelijkheid niet ontsloeg. Hij werd genoemd bij het Oostenrijks dopingschandaal Humanplasma.
Uiteindelijk werd Rasmussen door de UCI voor 2 jaar geschorst met als reden het ontlopen van drie out-of-competition dopingcontroles.
In oktober 2010 verklaarde het CAS de sanctie die het UCI aan Rasmussen had opgelegd, een boete ter hoogte van een jaarsalaris, ongeldig. De Deen hoefde dus geen boete te betalen.

#### Hoger beroep
In het hoger beroep van Michael Rasmussen tegen Rabobank, op 8 juli 2011, eiste hij een schadevergoeding van ruim 5,6 miljoen euro. De Deen stond al sinds de desastreuze Tour de France van 2007 aan de zijlijn, hetgeen hij gebruikte om aan te tonen enorme schade te hebben geleden door als geletruidrager onterecht door Rabobank uit de Tour te zijn gestuurd. De zaak stond op de rol van het gerechtshof in Arnhem en zou volgens zijn advocaat André Brantjes in september of oktober 2011 voorkomen. Op 25 juli 2013 is er uitspraak gedaan in hoger beroep, Rasmussen heeft het hoger beroep op alle punten verloren.

### Na zijn schorsing
Na zijn schorsing hoopte hij eigenlijk weer direct aan de slag te gaan, een ploeg vinden was voor Rasmussen echter niet goed te doen. In eerste instantie zou hij tekenen voor Ceramica Flaminia, dit ging echter niet door. In januari 2010 tekende Rasmussen een contract bij de Italiaanse ploeg Miche. Hij had gehoopt terug te keren op het hoogste niveau, maar dit was niet mogelijk, want veel ploegen durfden het volgens hem niet aan. Hierop richtte hij een eigen ploeg op, die gesponsord werd door de Deense ontwerpster Christina Hembo. Voor 2011 kreeg zijn ploeg een continentale licentie van de UCI.

### Afscheid van de sport
Op 31 januari 2013 bekende Michael Rasmussen op een persconferentie dat hij tussen 1998 en 2010 prestatiebevorderende middelen heeft genomen, waaronder epo, dynepo, groeihormonen, insuline en cortisonen. Ook onderging hij bloedtransfusies.
Hij verklaarde dat hij zich per direct terugtrok uit de sport.

## Trivia
- Rasmussens bleke en tengere uiterlijk leverde hem in het peloton de bijnaam Chicken op.
- In 2010 deed Rasmussen mee met de Deense versie van Dancing with the Stars.

## Palmares

### Mountainbike
| Seizoen    | Wereldbeker | OS         | WK         | DK         | Overige    | Totaal aantal zeges |            |            |
| Als junior | Als junior  | Als junior | Als junior | Als junior | Als junior | Als junior          | Als junior | Als junior |
| ---------- | ----------- | ---------- | ---------- | ---------- | ---------- | ------------------- | ---------- | ---------- |
| 1992       |             | NVT        | ↑          | Goud       |            | 1                   |            |            |
| Als prof   |             |            |            |            |            |                     |            |            |
| 1995       |             | NVT        |            | Zilver     |            | 0                   |            |            |
| 1996       |             | DNQ        |            | Goud       |            | 1                   |            |            |
| 1997       |             | NVT        |            |            |            | 0                   |            |            |
| 1998       |             | NVT        | 7e         |            |            | 0                   |            |            |
| 1999       |             | NVT        | ↑          |            |            | 1                   |            |            |
| 2000       |             | 22e        |            |            |            | 0                   |            |            |
| 2001       |             | NVT        | 11e        | 5e         |            | 0                   |            |            |
|            |             |            |            |            |            |                     |            |            |
| Totaal     | 0           | 0          | 1          | 1          | 0          | 2                   |            |            |

### Wegwielrennen

#### Overwinningen
2001
2e etappe Jadranska Magistrala
2002
4e etappe Ronde van Burgos
2003
7e etappe Ronde van Spanje
2004
6e etappe Dauphiné Libéré
2005
9e etappe Ronde van Frankrijk
 Bergklassement Ronde van Frankrijk
2006
16e etappe Ronde van Frankrijk
 Bergklassement Ronde van Frankrijk
2007
8e en 16e etappe Ronde van Frankrijk
2009
Proloog Ronde van Chihuahua
2011
3e etappe Ronde van Servië
2012
1e etappe Ronde van China I (TTT)

#### Resultaten in voornaamste wedstrijden
| Jaar | Ronde van Italië | Ronde van Frankrijk | Ronde van Spanje |
| ---- | ---------------- | ------------------- | ---------------- |
| 2002 | 45e              |                     |                  |
| 2003 |                  |                     | 7e (1)           |
| 2004 |                  | 14e                 |                  |
| 2005 | opgave           | 5e (1)              |                  |
| 2006 | opgave           | 17e (1)             | opgave           |
| 2007 | 48e              | uitgesloten (2)     |                  |

| Jaar | Ronde van Lombardije | Clásica San Sebastián | Waalse Pijl |  | WK op de weg |  | Wereldranglijsten |
| ---- | -------------------- | --------------------- | ----------- |  | ------------ |  | ----------------- |
| 2002 | 28e                  | 48e                   | 61e         |  |              |  |                   |
| 2003 | 30e                  | 9e                    |             |  |              |  |                   |
| 2004 | 23e                  | 75e                   |             |  | 13e          |  |                   |
| 2005 |                      |                       | 36e         |  |              |  | 49e (UPT)         |
| 2006 |                      |                       |             |  |              |  | 112e (UPT)        |
| 2007 |                      |                       |             |  |              |  |                   |

Asmaker ·
Beeckman ·
Blaudzun · 
Cerezo ·
García ·
Hamburger ·
Hoffman ·
L. Jalabert ·
N. Jalabert ·
Jeune ·
Jonasson ·
Jørgensen · 
Larsen ·
Bjarke Nielsen · 
Piil ·
Piziks ·
J. Rasmussen ·
Rittsel ·
Sandstød ·
N. Sørensen · 
R. Sørensen ·
Michael Steen Nielsen ·
Bruun Eriksen (stagiair) ·
M. Rasmussen (stagiair)
Asmaker ·
Blaudzun · 
Bruun Eriksen ·
Calvente ·
Cerezo ·
Dean ·
García ·
Hamilton ·
Hoffman ·
L. Jalabert ·
N. Jalabert ·
Jeune ·
Jonasson ·
Madsen ·
Nielsen · 
Peron ·
Piil ·
Piziks ·
Rasmussen ·
Rittsel ·
Sandstød ·
Sastre ·
Sørensen · 
Van Bondt ·
Van Hyfte ·
Ramírez (stagiair) ·
Schleck (stagiair)
den Bakker ·
Bartko ·
Boogerd ·
Boven ·
Dekker ·
De Weert ·
Engels ·
Freire · 
de Groot ·
Hayman · 
Hunter ·
de Jongh ·
Kroon ·
Leipheimer ·
Lotz ·
Mutsaars ·
Niermann ·
Nys ·
Rasmussen ·
Sentjens ·
Traksel ·
Veneberg ·
Wauters ·
Wielinga ·
Zberg ·
Dekkers (stagiair) ·
Elijzen (stagiair) ·
de Kort (stagiair) 
den Bakker ·
Bartko ·
Boogerd ·
Boven ·
E. Dekker ·
Dekkers ·
De Weert ·
Freire  · 
de Groot ·
Hayman · 
Hunter ·
de Jongh ·
Kroon ·
Leipheimer ·
Lotz ·
Mutsaars ·
Niermann ·
Posthuma ·
Rasmussen ·
Sentjens ·
Traksel ·
Veneberg ·
Wauters ·
Weening ·
Wielinga ·
T. Dekker (stagiair) ·
Eltink (stagiair) 
den Bakker ·
Boogerd ·
Boven ·
E. Dekker ·
T. Dekker ·
Eltink ·
Freire  · 
de Groot ·
Hayman · 
Horrillo ·
de Jongh ·
Kolobnev ·
Kroon ·
Löwik ·
Mensjov ·
Mutsaars ·
Niermann ·
Posthuma ·
Rasmussen ·
Scheuneman ·
Sentjens ·
Sutherland (tot 30/09) ·
Vastaranta ·
Veneberg ·
Wauters ·
Weening ·
Wielinga
Ardila ·
Boogerd ·
Boven ·
Brown ·
E. Dekker ·
T. Dekker ·
Eltink ·
Flecha ·
Freire · 
de Groot ·
Hayman · 
Horrillo ·
Kolobnev ·
Löwik ·
de Maar ·
Mensjov ·
Niermann ·
Posthuma ·
Rasmussen ·
Reus ·
Scheuneman ·
Sentjens ·
Vastaranta ·
Veneberg ·
Walker ·
Wauters ·
Weening
Ardila ·
van Bon ·
Boogerd ·
Boven ·
Brown ·
Dekker ·
Eltink ·
Flecha ·
Flens ·
Freire · 
Gesink ·
de Groot ·
Hayman · 
van Heeswijk ·
Horrillo ·
Kozontsjoek ·
Langeveld ·
Löwik ·
de Maar ·
Mensjov ·
Moerenhout ·
Niermann ·
Posthuma ·
Rasmussen (tot 31/07) ·
Reus ·
Veneberg ·
Walker ·
Weening
- International Standard Name Identifier: 0000 0004 2338 6030
- Library of Congress Control Number: no2014131290
- Nederlandse Thesaurus van Auteursnamen: 369619951
- Virtual International Authority File: 305858492
- WorldCat: E39PBJcgwCWpQ4WkFMmHT4wDMP